# Stadtbus Bingen am Rhein
Der Stadtbus Bingen ist das städtische Busverkehrssystem der rheinland-pfälzischen Stadt Bingen am Rhein. Betrieben wird es von den Stadtwerken Bingen unter der Marke „bingo“. Das Netz verbindet die Innenstadt mit den Stadtteilen sowie umliegenden Gemeinden und ist in den Rhein-Nahe-Nahverkehrsverbund (RNN) integriert.

## Geschichte
Die Ursprünge des öffentlichen Nahverkehrs in Bingen reichen bis ins frühe 20. Jahrhundert zurück. Die AG Binger Nebenbahnen betrieb ab 1907 eine elektrische Kleinbahn, die 1940 in den Besitz der Stadt überging. Der Personenverkehr wurde 1955 eingestellt und durch ein städtisches Busnetz ersetzt. Im Jahr 2022 wurde das ÖPNV-Konzept „bingo“ eingeführt, das unter anderem eine höhere Taktfrequenz und eine neue Fahrzeugflotte vorsieht.

## Fahrzeuge
Im Busnetz Bingen sind überwiegend Busse des Herstellers Mercedes-Benz zu finden. Darunter befinden sich Kleinbusse (Sprinter), sowie 2- oder 3-türige Busse des Modells Citaro. Diese sind alle mit einer Klimaanlage und USB-Ladebuchsen ausgestattet. Laut SW sind 9 Fahrzeuge im Einsatz.

## Liniennetz
Das Liniennetz wurde per 15. Juni 2025 neu entworfen/strukturiert, daher sind alle angegebenen Daten ab diesem Datum gültig.
| Linie  | Ortsteile                               | Haltestellen | Takt   |
| ------ | --------------------------------------- | --- | ------ |
| 601    | Bingen–Büdesheim–Diestersheim–Sponsheim | Stadtbahnhof – Hospitalstraße – Fruchtmarkt – (Hauptbahnhof) – Kulturzentrum – Schlossbergstraße – Drususbrücke – Eisel – Scharlachberg – Berlinstraße – Helmutstraße/Ludwig-Jahn Str. – Neue Schule – Prof. Riffelstraße – Tiergarten – Kirche – Stadtwerke – Außerhalb Sponsheim – Zulassungsstelle – Thera Gens – Schule – An den Eichen In der Weide und zurück über Bauhof – Außerhalb Sponsheim ... Stadtbahnhof | 30 min |
| 603 KB | Münster-S.–Büdesheim–Dromersheim        | Kirche – Brücke – EKZ Süd – EKZ Nord – Berlinstraße II – Hochstattstraße – Römergarten-Residenz – Kapellchen – TH Campus/Prizren. – Am Langenstein – Wilhelmstraße – Am Entenbach – Breite Straße – Kurmainzstraße – Am Holderbusch – Alte Schmiede – Am Brandweiher und zurück | 60 min |
| 604    | Bingen-Büdesheim-Kempten-Gaulsheim      | Stadtbahnhof – Hospitalstraße – Fruchtmarkt – Kulturzentrum – Schlossbergstraße – Drususbrücke – Eisel – Scharlachberg – Pestalozzistraße – Berlinstraße II – Hochstattstraße – Römergarten-Residenz – Kapellchen – TH Campus – Feuerwehr – Bahnhof/AMC – Treffelsheimer Str. – Kirche – Turnhalle und zurück | 60 min |
| 605    | Bingen–Büdesheim–Kempten                | Stadtbahnhof – Hospitalstraße – Fruchtmarkt – Hauptbahnhof – Kulturzentrum – Schlossbergstraße Drususbrücke – Eisel Büdesheim, Scharlachberg – Berlinstraße II – Hochstattstraße – Römergarten-Residenz – Kapellchen – TH Campus – Globus-Logistik – Kempter Eck – Ockenheimer Graben – Kendermann – MKS/Honda und zurück ab Globus L. bis MKS/Honda und weiter nach Stadtbahnhof                                      | 60 min |
| 606 KB | Bingen–Bingerbrück                      | Stadtbahnhof – Edeka – Mainzer Straße/St. Martin – Feuerwehr – Burg Klopp – Dr. Sieglitz-Straße – Burggäßchen – Puricelliplatz – Kulturzentrum – Hauptbahnhof – Hauptbahnhof Bingerbrück, Abzw. Hbf – Karl-Wolff-Straße – Stromberger Straße – Hochhaus – Im Bangert – Wilhelm-Beumer-Weg – Elisenhöhe und zurück über Gutenbergstr./Elisenstr./Prinz.kstr. – Hbf- nach Stadtbahnhof                                   | 60 min |
| 607 KB | Bingen                                  | Stadtbahnhof – Edeka – Mainzer Straße/St. Martin – Feuerwehr – Maria-Ward-Weg – Till-Eulenspiegel-Blvd. – Pfarrer-Heberer-Straße – Mittelpfad – Josef-Knettel-Straße – Dr.-Gebauer-Straße – Grüne Bank – Hildegardishaus -Grüne Bank – Till-Eulenspiegel-Blvd. – Maria-Ward-Weg – Holzhauser Straße – Edeka – Stadtbahnhof                                                                                             | 60 min |

Legende: Bedienung nur in eine Richtung   /   ( Halt entfällt an best. Tagen) / KB: Kleinbusverkehr

### Schulbusverkehr
Die Linien 601, 603, 604 und 606 beinhalten auch Schulbus-Fahrten, die von Scherer-Reisen durchgeführt werden.